# شانون رپل
شانون رپل (انگلیسی: Shannon Rempel؛ زادهٔ ۲۶ نوامبر ۱۹۸۴) اسکیت‌باز سرعت اهل کانادا است.